# Dina Meyer
Dina Meyer (22 december 1968, Queens - New York) is een Amerikaanse actrice en filmproducente.

## Biografie
Meyer werd geboren in een Joods gezin in de borough Queens van New York, maar verhuisde al snel naar Long Island (New York) waar ze haar jeugd heeft doorgebracht.
Meyer is op negenjarige leeftijd begonnen met modellenwerk en deed dit tot haar zestiende. Zij wilde altijd al actrice worden maar haar ouders vonden dit geen verstandig idee, door hun toedoen is ze eerst gaan studeren en afgestudeerd in de zakelijke administratie. Ze begon haar carrière bij de Neighborhood Playhouse in New York, een driejarige opleiding. Op deze locatie kregen ook Sandra Bullock, Michael Douglas, Jeff Goldblum, Diane Keaton en anderen les in acteren. Meyer verscheen in 1993 voor het eerst op tv in de serie Beverly Hills, 90210 waarna ze besloot om zich te vestigen in Los Angeles. Voor haar tweede acteerklus ging zij voor 6 maanden naar Frankrijk om daar de film Dragonheart op te nemen. Hierna heeft ze in veel series en films gespeeld zoals in Friends, Starship Troopers, Star Trek: Nemesis, Saw, Saw II, Saw III, Saw IV.

## Filmografie

### Films
- 2024 - Katie’s Mom - als Nancy
- 2023 - Detective Knight: Independence - als Charlotte Burnham
- 2022 - Nightshade - als dr. Amy Collins
- 2021 - A Picture Perfect Holiday - als Leila
- 2020 - Unbelievable!!!!! - als vrouwelijke Moesha
- 2019 - Line of Duty - als Ruth Carter
- 2018 - Snatched - als dr. Natalie Barnson
- 2017 - Starship Troopers: Traitor of Mars - als Dizzy Flores (stem)
- 2017 - Girlfriend Killer - als rechercheur Michelle Price
- 2017 - The Evil Within - als Lydia
- 2016 - The Unwilling - als Michelle Harris
- 2016 - Turbulence - als Sarah Plummer
- 2016 - The Crooked Man - als Margaret
- 2016 - Fishes 'n Loaves: Heaven Sent - als Mary Louise Michaels
- 2016 - AmeriGeddon - als Kelly
- 2016 - Fortune Cookie - als rechercheur Emma Hoskins
- 2015 - A Dogwalker's Christmas Tale - als Missy Paxton
- 2015 - Clarity - als Sharon
- 2015 - Lethal seduction - als Carrissa
- 2015 - Golden Shoes - als Kathleen Larou
- 2015 - Truth & Lies - als Allison
- 2014 - Christmas in Palm Springs - als Jessica Brady
- 2013 - The Wrong Woman - als Kay
- 2013 - Dead in Tombstone - als Calathea Massey
- 2012 - Undertow - als Toby French
- 2011 - Untitled Allan Loeb Project - als Diana
- 2010 - Piranha 3-D - als Paula
- 2010 - VideoDome Rent-O-Rama - als mrs. Motley
- 2009 - Web of Desire - als Beth Wyatt
- 2009 - The Lost - als Mira
- 2009 - Balancing the Books - als Julia
- 2008 - The Boy Next Door - als Sara Wylde
- 2008 - Riddles of the Sphinx - als Jessica
- 2007 - Saw IV - als Allison Kerry
- 2007 - Decoys 2: Alien Seduction - als Dr. Alana Geisner
- 2006 - Imaginary Playmate - als Suzanne
- 2006 - Crazy Eights - als Jennifer Jones
- 2006 - Saw III - als Allison Kerry
- 2005 - His and Her Christmas - als Liz Madison
- 2005 - Saw II - als Allison Kerry
- 2005 - The Receipt - als Venus
- 2005 - Crimes of Passion - als Rebecca Walker
- 2005 - Wild Things: Diamonds in the Rough - als Kristen Richards
- 2005 - The Storyteller - als Lydia
- 2004 - Breach - als Lisa Vicson
- 2004 - Saw - als Allison Kerry
- 2003 - The Movie Hero - als Elizabeth Orlando
- 2003 - Deception - als Erin
- 2002 - Star Trek: Nemesis - als Commander Donatra
- 2002 - Deadly Little Secrets - als Stephanie Vincent
- 2002 - Unspeakable - als Diana Purlow
- 2002 - Federal Protection - als Bootsie Cavander
- 2002 - D-Tox - als Mary
- 2001 - Time Lapse - als Kate
- 2000 - Nowhere Land - als Monica
- 2000 - Stranger Than Fiction - als Emma Scarlett
- 1999 - Bats - als dr. Sheila Casper
- 1998 - Poodle Springs - als Laura Parker-Marlowe
- 1997 - Starship Troopers - als Dizzy Flores
- 1996 - Dragonheart - als Kara
- 1995 - Johnny Mnemonic - als Jane
- 1993 - Strapped - als bezorgster

### Televisieseries
Uitgezonderd eenmalige gastrollen.
- 2019 - 2021 - All American - als Gwen Adams - 6 afl.
- 2018 - 2020 - NCIS: Los Angeles - als Veronica Stephens - 2 afl.
- 2018 - The Affair - als Julie Christiansen - 2 afl.
- 2018 - The Magicians - als Stone Queen - 3 afl.
- 2014 - Sequestered - als Helen Bennett - 12 afl.
- 2011–2012 - 90210 - als Sheila - 3 afl.
- 2010 - Scoundrels - als Nina Hong - 3 afl.
- 2010 - Navy NCIS: Naval Criminal Investigative Service - als Holly Snow - 2 afl.
- 2005–2006 - Point Pleasant - als Amber Hargrove - 13 afl.
- 2003 - Miss Match - als Lauren Logan - 8 afl.
- 2002–2003 - Birds of Prey - als Barbara Gordon / Oracle / Batgirl - 14 afl.
- 2000 - Secret Agent Man - als Holiday - 12 afl.
- 1997 - Friends - als Kate Miller - 3 afl.
- 1993–1994 - Beverly Hills, 90210 - als Lucinda Nicholson - 12 afl.

### Filmproducente
- 2016 - The Unwilling - film
- 2016 - Turbulence - film
- 2009 - Balancing the Books - film

- Biblioteca Nacional de España: XX1302529
- Bibliothèque nationale de France: cb14206490d (data)
- Gemeinsame Normdatei: 141728272
- International Standard Name Identifier: 0000 0001 1476 6750
- Library of Congress Control Number: no2004029927
- MusicBrainz: 460f9a50-a8ab-4575-94ae-cd020a30f764
- Nationale Bibliotheek van Tsjechië: xx0057181
- Nationale Bibliotheek van Israël: 987012282118905171
- Nationale Bibliotheek van Polen: a0000001625194
- SNAC: w6vm58bg
- Système universitaire de documentation: 235482811
- Virtual International Authority File: 85669536
- WorldCat: E39PBJjMGDbdP9JrHVMbDCvbVC